# Ovidiu Hațegan
Ovidiu Alin Hațegan (ur. 14 lipca 1980 w Aradzie) – rumuński sędzia piłkarski prowadzący mecze w Liga I oraz mecze międzynarodowe. Podczas UEFA EURO 2016 we Francji poprowadził m.in. mecz reprezentacji Polski przeciwko reprezentacji Irlandii Północnej, który został rozegrany na stadionie Allianz Riviera w Nicei, natomiast podczas UEFA EURO 2020, prowadził mecz reprezentacji Polski przeciwko reprezentacji Słowacji, rozegrany na stadionie Kriestowskij w Petersburgu.

## Sędziowane mecze Mistrzostw Europy 2016
| Mecz                       | Data       | Miejsce                    | Runda        | Wynik | Żółta kartka | Czerwona kartka |
| -------------------------- | ---------- | -------------------------- | ------------ | ----- | ------------ | --------------- |
| Polska – Irlandia Północna | 12.06.2016 | Allianz Riviera, Nicea     | Faza grupowa | 1:0   | 3            | 0               |
| Włochy – Irlandia          | 22.06.2016 | Stade Pierre-Mauroy, Lille | Faza grupowa | 0:1   | 6            | 0               |

## Sędziowane mecze Mistrzostw Europy 2020
| Mecz              | Data       | Miejsce                          | Runda        | Wynik | Żółta kartka | Czerwona kartka |
| ----------------- | ---------- | -------------------------------- | ------------ | ----- | ------------ | --------------- |
| Polska – Słowacja | 14.06.2021 | Stadion Kriestowskij, Petersburg | Faza grupowa | 1:2   | 2            | 1               |
| Włochy – Walia    | 20.06.2021 | Stadio Olimpico, Rzym            | Faza grupowa | 1:0   | 3            | 1               |